# Фридлянд, Абрахам Хаим
Фридлянд Абрахам Хаим ( англ. Friedland Abraham Hayyim 1891, Городок, Виленской губернии — 3 августа 1939, Кливленд ) — поэт, писатель, педагог, общественный деятель.

## Биография
Родители — Мойше Фридлянд и Лея Данишевская. Получил традиционное еврейское религиозное образование. Его семья переехала в Нью-Йорк, когда ему было 14 лет. Окончил иешиву Исаака Эльханана. После окончания педагогического факультета Колумбийского университета в 1910 основал первую женскую школу с преподаванием на иврите в Нью-Йорке. С 1920 – в Кливленде. В 1924 , когда было основано  Bureau of jewish education (Бюро еврейского образования) для координации учреждений, предлагающих еврейское образование, Фридлянд стал его первым директором.

Фридлянд возглавлял Сионистскую организацию Кливленда, Хистадрут Иврит и Национальный Совет по еврейскому образованию.

### Произведения
- «Сипурим» («Рассказы», 1939)
- «Сонеты» (в 2 томах, 1939)
- «Ширим» («Стихотворения», 1940)
- «Довидл» («Давидка», 1944)